# 191e division d'infanterie (Allemagne)
Pour les articles homonymes, voir 191e division.
La 191e division d'infanterie (Division Nr. 191) est une des divisions d'infanterie de l'armée allemande (Wehrmacht) durant la Seconde Guerre mondiale. Cette division ayant servi principalement de réserve elle est également connue sous le nom de 191e division de réserve.

## Historique
La 191e division est formée le 1er décembre 1939 à Brunswick en Allemagne dans le Wehrkreis XI (district militaire XI).
Le 1er octobre 1942, la division est renommée 191e division de réserve.

## Organisation

### Commandants
| Date                                 | Grade           | Commandant                        |
| ------------------------------------ | --------------- | --------------------------------- |
| 1er décembre 1939 - 15 novembre 1940 | Generalleutnant | Friedrich-Wilhelm Neumann         |
| 15 novembre 1940 - 18 décembre 1941  | Generalleutnant | Richard Veith                     |
| 18 décembre 1941 - 25 septembre 1942 | Generalmajor    | Karl von Dewitz gennant von Krebs |

## Théâtres d'opérations
- Allemagne : décembre 1939 - septembre 1942

## Ordres de bataille
Mars 1940
- Infanterie-Ersatz-Regiment (mot.) 13
- Infanterie-Ersatz-Regiment 31
- Infanterie-Ersatz-Regiment 267
- Artillerie-Ersatz-Regiment 13
- Kavallerie-Ersatz-Abteilung 14
- Panzerjäger-Ersatz-Abteilung 13
- Bau-Ersatz-Bataillon 11